# 葡萄牙給外國人護照 (澳門)
葡萄牙給外國人護照（葡萄牙語：Passaporte para estrangeiros emitido em Macau；英語：Passport issued to foreigners by Portugal）是葡萄牙政府發給在澳門殖民地的居民中尚未取得葡國國籍的中國籍、其他國籍和無國籍的人士的旅行證件，俗稱C.I.。此證件在原計劃在澳門回歸後即告失效，但考慮有些持有该证件人士沒有辦法及時辦理澳门特區護照或往港旅遊證，故中葡雙方協議將此證有效期延長至2001年12月19日。
葡萄牙給外國人護照載明持有人可返回澳門及具有澳門居留權，護照內頁是載明國籍的，但部分國家將C.I.的使用者視為無國籍，令申請簽證變得麻煩，除了葡萄牙及新加坡等少數國家向C.I.的使用者提供免簽證待遇外，前往大部份國家和地區都需要預先辦理簽證。

## 申請資格
下列人士得成為外國人護照之權利人：
a）獲許可在澳門地區居留之人士，如係無國籍或其出生之國家在澳門或香港並無外交或領事代表處，又或能證實不能取得其他護照者；
b）在澳門地區以外之非葡籍人士，但須有獲批給護照之特殊理由。

## 收費
該護照收費如下（1997年年底）：
| 個人護照或家庭護照       | MOP$200.00 |
| 附註（以每一家庭成員計） | MOP$50.00  |
| 加快費用（48小時內發出） | MOP$150.00 |

## 外部連結
- 澳門政府第11/92/M號法令